# Spaceship Earth

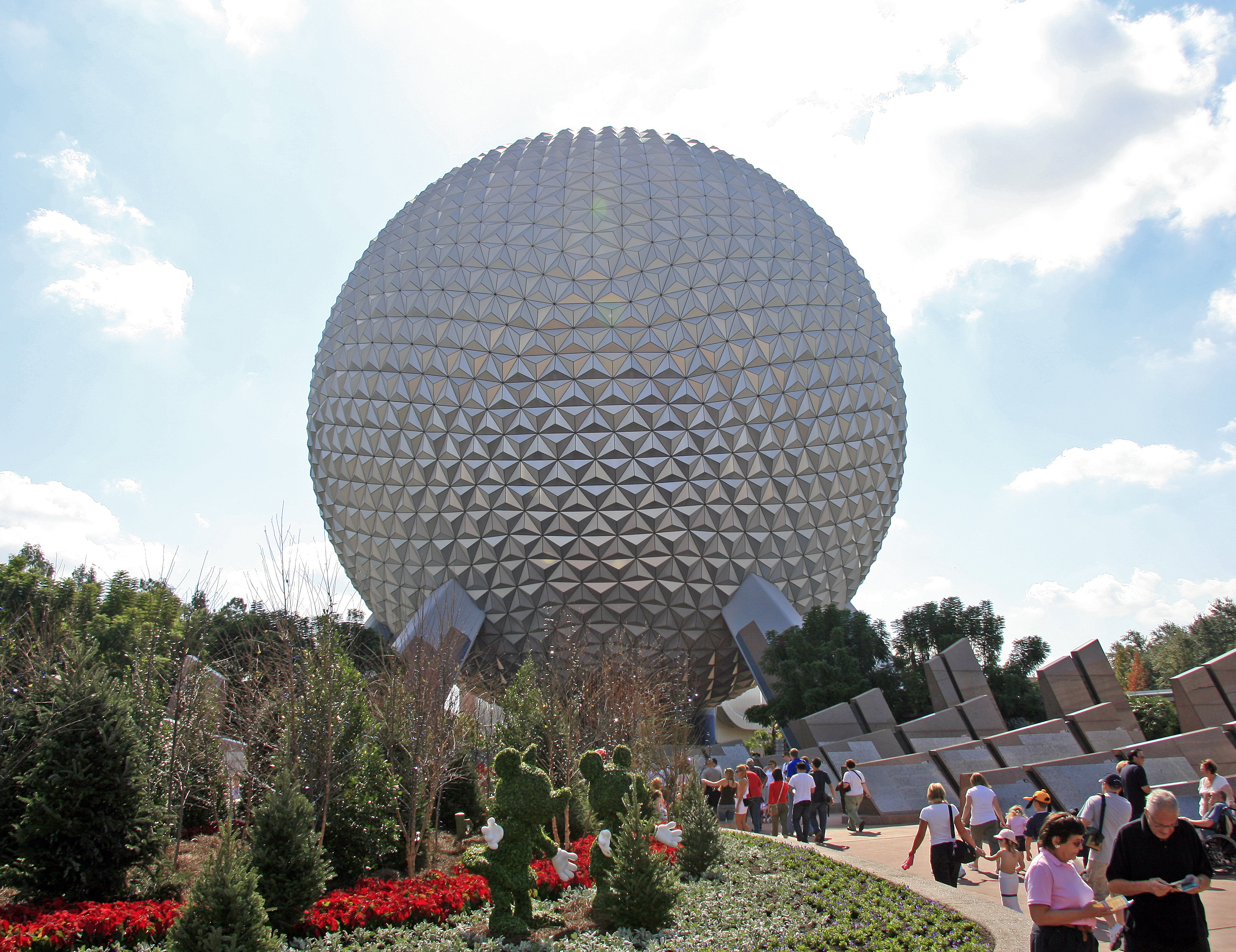
Spaceship Earth

O Spaceship Earth (em português:  Espaçonave Terra) é um grande globo no parque Epcot da Walt Disney World Resort, na Flórida.
Dentro dele funciona um equipamento que conta a história das comunicações. É símbolo do Epcot, e um dos brinquedos mais famosos da Walt Disney World Resort. 

## História
A estrutura foi projetada com a ajuda do escritor de ficção científica Ray Bradbury, que também ajudou a escrever o enredo original da atração. O termo "Espaçonave Terra" foi popularizado por Buckminster Fuller, que também popularizou a cúpula geodésica.